# جيك جونسون
جيك جونسون (بالإنجليزية: Jake Johnson)‏ مواليد 28 مايو 1978 في إلينوي، الولايات المتحدة، هو ممثل أمريكي بدأ مسيرته الفنية عام 2006.

## الأعمال
- 2011: دون شروط
- 2012: 21 شارع جامب
- 2013: رفاق سكارى
- 2014: فيلم ليغو
- 2014: جيران
- 2014: فلنصبح رجال شرطة
- 2015: العالم الجوراسي
- 2018: تاغ
- 2018: سبايدرمان: إنتو ذا سبايدر-فيرس

## وصلات خارجية
- جيك جونسون على موقع IMDb (الإنجليزية)
- جيك جونسون على موقع روتن توميتوز (الإنجليزية)
- جيك جونسون على موقع ألو سيني (الفرنسية)
- جيك جونسون على موقع ميوزك برينز (الإنجليزية)
- جيك جونسون على موقع أول موفي (الإنجليزية)
- جيك جونسون على موقع بوكس أوفيس موجو (الإنجليزية)
- جيك جونسون على موقع قاعدة بيانات الأفلام السويدية (السويدية)
- جيك جونسون على موقع إن إن دي بي (الإنجليزية)
- جيك جونسون على موقع قاعدة بيانات الفيلم (الإنجليزية)
- جيك جونسون على موقع كينوبويسك (الروسية)